# Andreas Braun (Biathlet)
Andreas Braun (* 23. Oktober 1985 in Eupen) ist ein belgischer Biathlet.
Andreas Braun gab sein internationales Debüt 2008 bei einem Sprintrennen im IBU-Cup-Rennen in Obertilliach, das er als 170. beendete. Weitere Rennen folgten im Verlaufe der Saison. Erstes Großereignis wurden die Sommerbiathlon-Weltmeisterschaften 2009 in Oberhof. Braun startete zunächst im Crosslauf-Sprint und wurde dort 54. Im darauf basierenden Verfolgungsrennen belegte Braun Platz 49. Im Sprint auf den Rollski beendete er das Rennen nicht.